# Syracuse (Nebraska)
Syracuse és una població dels Estats Units a l'estat de Nebraska. Segons el cens del 2000 tenia 1.762 habitants.

## Demografia
Segons el cens del 2000, Syracuse tenia 1.762 habitants, 754 habitatges, i 496 famílies. La densitat de població era de 723,7 habitants per km².
Dels 754 habitatges en un 24,8% hi vivien nens de menys de 18 anys, en un 59% hi vivien parelles casades, en un 4,9% dones solteres, i en un 34,1% no eren unitats familiars. En el 31% dels habitatges hi vivien persones soles el 22,4% de les quals corresponia a persones de 65 anys o més que vivien soles. El nombre mitjà de persones vivint en cada habitatge era de 2,22 i el nombre mitjà de persones que vivien en cada família era de 2,77.
Per edats la població es repartia de la següent manera: un 20,9% tenia menys de 18 anys, un 5,6% entre 18 i 24, un 22,6% entre 25 i 44, un 17,6% de 45 a 60 i un 33,3% 65 anys o més.
L'edat mediana era de 46 anys. Per cada 100 dones de 18 o més anys hi havia 79 homes.
La renda mediana per habitatge era de 37.112 $ i la renda mediana per família de 48.021 $. Els homes tenien una renda mediana de 31.900 $ mentre que les dones 22.413 $. La renda per capita de la població era de 18.974 $. Aproximadament el 3,8% de les famílies i el 5,7% de la població estaven per davall del llindar de pobresa.

## Poblacions més properes
El següent diagrama mostra les poblacions més properes.